# Langur de Shortridge
El langur de Shortridge (Trachypithecus shortridgei) és una espècie de primat de la família dels cercopitècids. Viu al nord-est de Myanmar i el sud-oest de la Xina. El seu hàbitat natural són els boscos perennes i semiperennes. Està amenaçat per la caça, la fragmentació d'hàbitat i la destrucció d'hàbitat. Aquest tàxon fou anomenat en honor del zoòleg britànic Guy Chester Shortridge.